# 比特沃特 (加利福尼亞州)
比特沃特（英語：Bitterwater）是位於美國加利福尼亞州聖貝尼托縣的一個非建制地區。該地的面積和人口皆未知。

## 地理
比特沃特的座標為36°22′49″N 121°00′10″W / 36.38028°N 121.00278°W，而該地的平均海拔高度為296米（即971英尺）。